# 薊野站 (高知縣)
薊野站（日语：／ Azōno eki */?）是一位於日本高知縣高知市薊野中町、隸屬於四國旅客鐵道（JR四國）的鐵路車站。車站編號為D44。
由日本國鐵年代一直至JR四國初期，本站只是一個簡易站，只有少數的普通列車會停靠。但當高知運輸所由高知遷至布師田後，車站進行了提升工程，一方面把車站向土佐一宮方向移前約100米，同時提昇為可進行列車交會的2線2面的配置。另外，車站前後的雙線區間亦比一般車站為長。

## 車站結構
本站為簡易車站模式，設備提升後亦未有加設站舍。出入口設於2號月台中間位置，以無障礙斜道連接至路面。並在斜道頂及月台出入口間裝設了自動售票機。此外，基於安全問題，月台出入口設置了鐵閘，在尾班車開出後便會關上，在無人站及簡易車站來說，是非常罕見的。

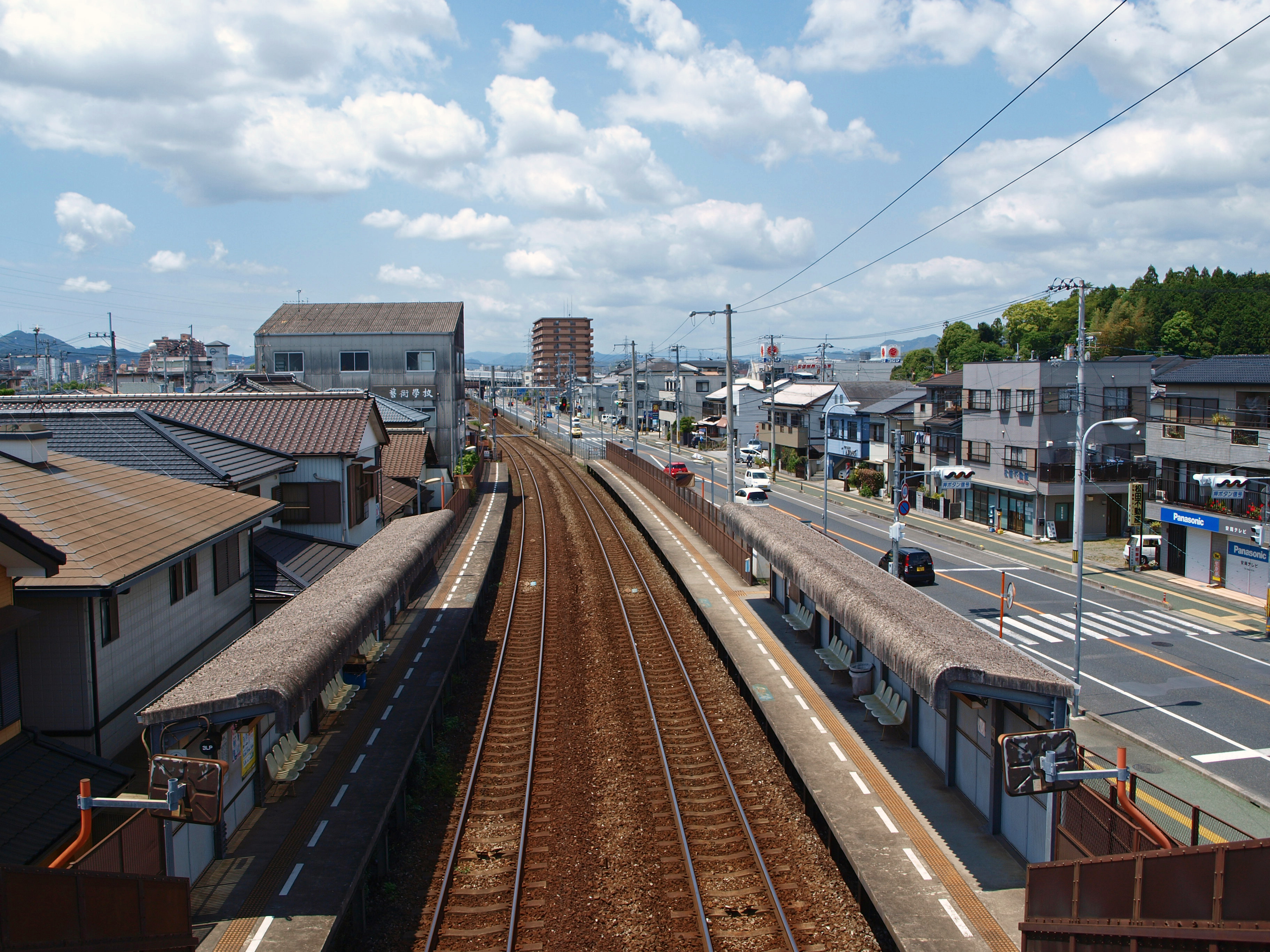
車站全景（2010年5月）

開站初期只有側式月台1個，有效長度只夠1節車廂停靠。後來加長至3節。因應路線高速化、高知站高架化及高知運轉所的遷移，再加設1個側式月台，變成了2面2線的配置，而有效長度亦再增長至4節。此外，在車站前後的雙軌道區域超過500米，是土讚線內非雙軌路段中最長的雙軌區間。
現時1號月台為待避線，只有需要避車時才會使用，2號月台為主線，兩邊月台以末端設於向土佐一宮站方向的行人天橋連接，並接駁有約1節有效長度的有蓋候車亭。

### 月台配置
| 月台 | 路線    | 方向 | 目的地                                                      | 備註         |
| ---- | ------- | ---- | ----------------------------------------------------------- | ------------ |
| 1    | ■土讚線 | 下行 | 高知、伊野、須崎、窪川方向                                  | 避車時才使用 |
| 1    | ■土讚線 | 上行 | 土佐山田、阿波池田、經■土佐黑潮鐵道阿佐線往安藝、奈半利方向 | 避車時才使用 |
| 2    | ■土讚線 | 下行 | 高知、伊野、須崎、窪川方向                                  | 主要乘降月台 |
| 2    | ■土讚線 | 上行 | 土佐山田、阿波池田、經■土佐黑潮鐵道阿佐線往安藝、奈半利方向 | 主要乘降月台 |

## 重名疑慮
在華語地區中，本站的中文名稱與位於神奈川縣的薊野站相同，但在日本，由於神奈川縣的車站名稱是以平假名標示，讀音為「あざみの」（Azamino），而位於高知縣的車站名稱是以漢字標示，讀音為「あぞうの」（Azōno），兼且兩個車站隸屬不同的鐵路公司，因此並不會出現混淆情況。

## 歷史
- 1952年4月15日：開業。無人簡易站。
- 1987年4月1日：日本國鐵分割民營化，車站的營運由JR四國繼承。
- 2001年2月27日：因應線路高速化，車站向土佐一宮站方移前100米，並增設了交會設備，由原來的1面1線改成為2面2線配置[3][4]。

## 相鄰車站
四國旅客鐵道（JR四國）
■土讚線（一部普通列車通過） 
土佐一宮（D43）－薊野（D44）－高知（D45/K00）

## 外部連結
- JR四國薊野站發車資訊